# مارتین وودروف
مارتین وودروف (به انگلیسی: Martyn Woodroffe) (زادهٔ ۸ سپتامبر ۱۹۵۰) شناگر اهل ولز است.